# حزب الميثاق الوطني
حزب الميثاق الوطني Charter Party هو حزب سياسي في الأردن تأسس عام 2022. ختض الانتخابات العامة لعام 2024، وأصبح الحزب ثاني أكبر حزب في مجلس النواب .

## تاريخه
تأسست الحركة الوطنية في عام 2022 بعد إصلاحات دستورية، وكانت تتألف من برلمانيين سابقين يُنظر إليهم على أنهم موالون للحكومة القائمة.  ويعتبر الحزب تكتل نيابي  نتييجة  اندماج أحزاب الوفاء والعون والميثاق. 

## الأيديولوجية

### الاقتصاد
حزب الميثاق الوطني هو حزب معتدل ويدعو إلى حد كبير إلى اقتصاد السوق الاجتماعي، حيث تركز سياساتها الاقتصادية إلى حد كبير على الاستثمارات في القطاعين العام والخاص، إلى جانب توسيع التجارة مع الدول المجاورة ومكافحة الفساد . 

### الاجتماعي
يدعو الحزب إلى توسيع حقوق المرأة، إلى جانب التعاون بين المسلمين والمسيحيين . 

### السياسة الخارجية
ويدعو الحزب إلى إقامة دولة فلسطينية، ولكن ليس من الواضح ما إذا كان الحزب يدعم حل الدولتين أم حل الدولة الواحدة . 

## الاعضاء
اعتبارًا من عام 2023، كان للحزب 4040 عضو، منهم 3006 من الرجال و1040 من النساء. 

## نتائج الانتخابات

### مجلس النواب الأردني
| مجلس النواب |         |       |          |      |      |       |      |
| انتخاب      | الأصوات | %     | المقاعد  | +/–  | موضع | حصيلة | قائد |
| 2024        | 93,688  | 5.72% | 21 / 138 | ▲ 21 | 2nd  |       |      |

## روابط خارجية
- الموقع الرسمي